# Хранительница

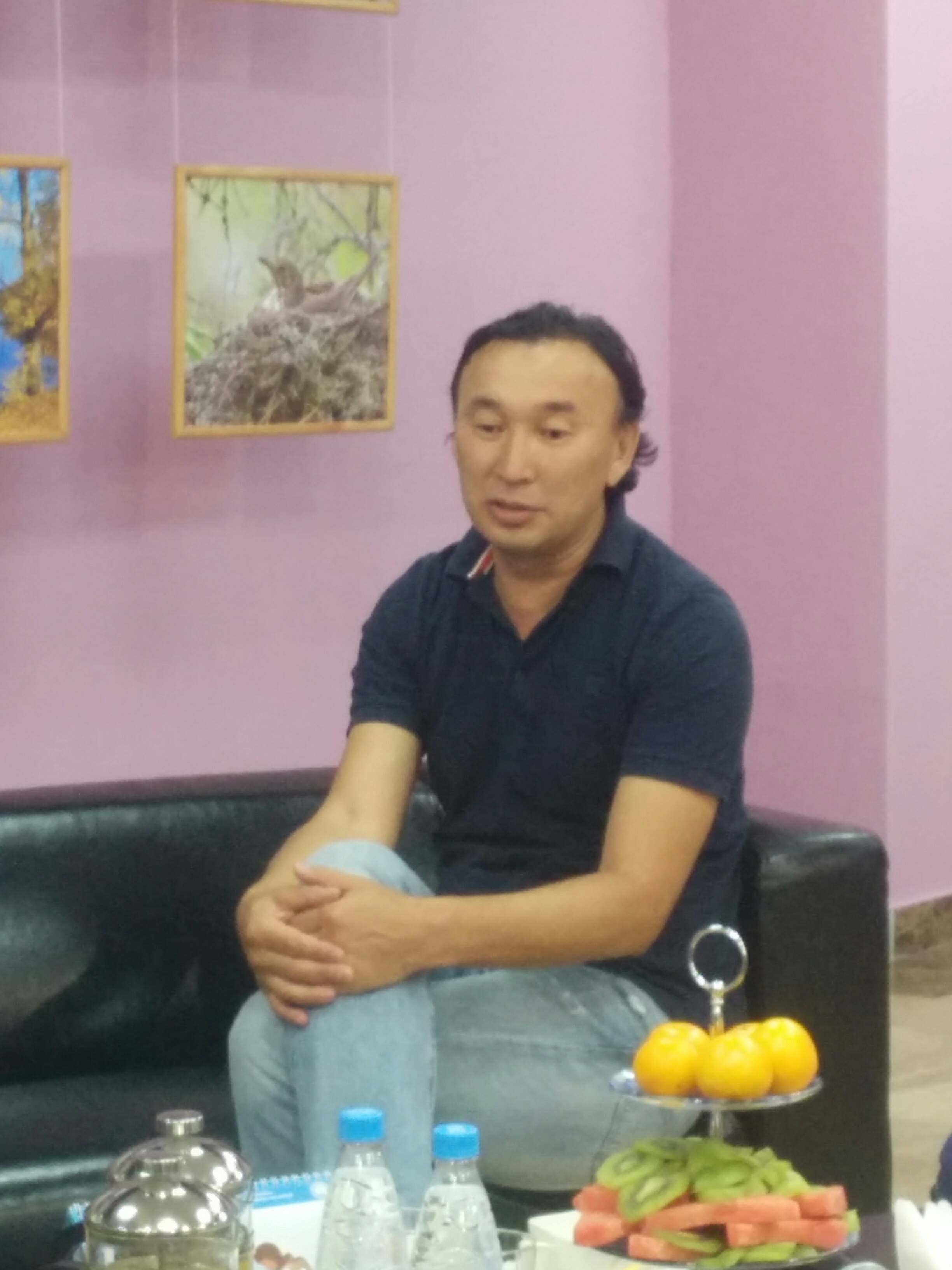
Даши Намдаков, автор «Хранительницы»

Хранительница — ландшафтная скульптура, выполненная российским скульптором Даши Намдаковым. Изготовлена в Италии.
На самом деле скульптур две: оригинал и копия. От оригинала копия отличается лишь цветом, она чуть темнее.
Копия скульптуры 11 мая 2015 г. установлена у Камберлендских ворот в северо-восточной части Гайд-парка. Монумент был установлен галереей «Хальсион» при поддержке и одобрении Вестминстерского Совета. В церемонии открытия приняли участие Чрезвычайный и Полномочный Посол Российской Федерации в Соединённом Королевстве Великобритании и Северной Ирландии Александр Владимирович Яковенко, Лорд-мэр района Вестминстер О. Льюис, директоры галереи «Хальсион» Пол Грин и Уди Шелег, коллекционеры и любители искусства.
Оригинал же не покидал пределов республики Татарстан и находится в Казани. Из-за морально-этических принципов «Хранительницу» так и не решились установить не только в Болгаре, но и вообще нигде.

## Описание
Высота скульптуры достигает 11 метров от когтей до кончиков крыльев и изображает мать — защитницу своего потомства. Скульптура мистическая и фантастическая; изображает хранительницу семейства. Она готова защищать своё потомство от любого, кто посмеет обидеть детенышей. Её крылья застыли в грозной позе, спина напряжена перед схваткой, пасть и когти готовы атаковать неприятеля.
Она защищает, но не атакует, созидает, но не разрушает, Она — Хранительница, но не хищница.

## Идея
Идея работы пришла Даши в голову после того, как сибирские охотники подарили ему череп рыси. По словам автора, он работал над скульптурой около двух лет. «В этой работе я хотел уйти от границ, как в масштабе, материалах, так и в движении. Её свирепость — это проявление материнской любви и покровительства по отношению к своему потомству» — сказал автор. Некоторые люди находят скульптуру грозной и злой, но Даши на это отвечает: 
«Это был мой замысел художника, я не видел угрозы в этой открытой пасти. Я видел в ней другое: защиту детенышей, защиту семьи. Она всегда была в таком камерном размере, выставочном. Но когда мы начали её увеличивать, она стала убедительнее. Её рост, её размер стал убедительнее в плане функции хранительницы. Сейчас я смотрю на неё и вижу: очень сильная вещь получилась. Но это мое мнение, мнение автора».
Автор демонстрирует свое особое отношение к культурному наследию Древнего Востока, используя мотивы скульптур так называемых «хранителей», или «гениев места», выполняемых в дворцовом, эпическом стиле мастерами Ассирии и Вавилона. Идея «устрашения как защиты» также традиционно присутствует в символике ритуальных предметов шаманизма и в образах буддийских «гневных» божеств — хранителей веры.